# Paramount Network
Paramount Network (ранее Paramount Channel) — американский кабельный телеканал, принадлежащий Paramount Media Networks, который демонстрирует каталог фильмов кинокомпании Paramount Pictures и телепередач компании Paramount Global.

## История
Вещание телеканала началось в марте 2012 года в Испании.
- Во Франции — в сентябре 2013 года.
- В феврале 2014 года в России и Венгрии.
- В Румынии 28 мая 2014 года.
- В Латинской Америке в ноябре 2014 года.
- В Швеции в декабре 2014 года, но был закрыт в июне 2017 года.
- В Польше в марте 2015 года.
- В феврале 2016 года в Италии, Таиланде, Вьетнаме.
- На Ближнем Востоке в апреле 2018 года.
- В феврале 2020 года в Казахстане и в Украине, но был закрыт в январе 2023 года.

## Paramount Channel в России
В России и СНГ телеканал был запущен 18 февраля 2014 года компанией Viacom International Media Networks при поддержке Ростелекома. Право на эксклюзивное распространение в сетях кабельного телевидения на территории России получила компания «Ростелеком».
В середине марта 2022 года, в связи с вооружённым конфликтом на Украине, компания Paramount, владеющая брендом «Nickelodeon», объявила о приостановке работы на территории России 20 апреля телеканал «Paramount Channel» должен быть прекратить своё вещание в этой стране вместе со всеми остальными телеканалами этой компании, однако телеканал прекратил свое вещание лишь 28 апреля.
14 декабря 2022 года, каналы Paramount прекратили вещание на территории Беларуси.
4 января 2023 года компания «Paramount» окончательно прекратила вещание телеканала «Paramount Channel Russia» на территориях стран СНГ. Фильм «Мошенничество» стал последним фильмом, вышедшим в эфир.

## Распространение
Распространение канала эксклюзивно вела компания «Ростелеком». Вещание осуществлялось в SD и HD формате.